# Luís Octavio Carvalho da Motta Veiga
Luiz Octavio Carvalho da Motta Veiga (Rio de Janeiro, 3 de dezembro de 1950) é um advogado brasileiro.
Formou-se em direito pela Universidade Federal do Rio de Janeiro, em 1975. Fez pós-graduação em direito tributário na Fundação Getúlio Vargas e cursou administração pública no Institut International d'Administration Publique na École National d'Administration, em Paris, em 1982.
Em 1978, foi advogado da Shell do Brasil, onde permaneceu até 1980. Ainda em 1980, ocupou o cargo de assistente jurídico da diretoria na Anglo American.
Foi presidente da Comissão de Valores Mobiliários e integrante da Comissão para Reestruturação do Mercado de Valores Mobiliários, de 1986 a 1988.